# Ivy Duke

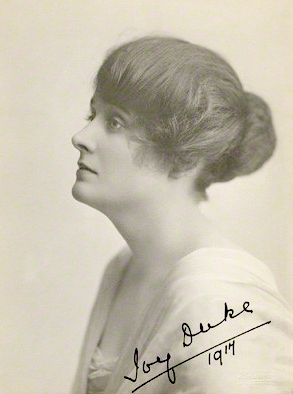
Ivy Duke em 1917

Ivy Duke (nasceu em 9 de junho de 1896, Kensington, Londres – morreu em 8 de novembro de 1937, Londres) foi uma atriz de cinema britânica. Foi casada com o ator e diretor Guy Newall com quem co-estrelou em vários filmes.

## Filmografia selecionada
- The March Hare (1919)
- The Garden of Resurrection (1919)
- The Lure of Crooning Water (1920)
- Testimony (1920)
- The Bigamist (1921)
- The Persistent Lovers (1922)
- Boy Woodburn (1922)
- Fox Farm (1922)
- The Starlit Garden (1923)
- Decameron Nights (1924)
- A Knight in London (1929)